# Loren Wiseman
Loren Keith Wiseman (7 de marzo de 1951 - 14 de febrero de 2017) fue un diseñador, desarrollador y editor de juegos de rol y de guerra estadounidense.

## Carrera

### Game Designers' Workshop (GDW)
Después de graduarse de la Universidad Estatal de Illinois, Loren Wiseman cofundó Game Designers' Workshop con Frank Chadwick, Rich Banner y Marc Miller el 22 de junio de 1973.   : 53 Wiseman publicó Eagles  (más tarde publicado por Avalon Hill como Caesar's Legions ), su primer juego de guerra y el quinto juego publicado por Game Designers' Workshop, en 1974. Como socio de GDW, sus principales responsabilidades eran el desarrollo de juegos : editar y revisar manuscritos de juegos y prepararlos para su publicación . Durante este período diseñó el juego de guerra Pharsalus  (1977), y escribió la premiada aventura de rol Going Home (Twilight: 2000)
Wiseman ayudó a Frank Chadwick, John Harshman y Marc Miller a diseñar Traveller (1977).  : 54 Wiseman fue editor del Journal of the Travellers Aid Society (24 números),  : 55 y su sucesora, la revista Challenge (53 números). 
Wiseman trajo a J. Andrew Keith y William H. Keith Jr. a GDW para que comenzaran a trabajar como freelance en 1978 o 1979, y la autora Shannon Appelcline señaló que "juntos los tres terminarían marcando gran parte del tono inicial del universo de Traveller ". 
Wiseman se convirtió en el desarrollador de línea de Twilight: 2000. El proceso en GDW consistía en que el diseñador escribiera el texto, pero el desarrollador reunía ese texto, más los borradores de los diagramas y el arte en un manuscrito, lo componía y luego se aseguraba de que se publicara correctamente. También le correspondió diseñar los títulos de la serie (de 46 títulos complementarios de la serie, se le atribuye el diseño de 20).

### Steve Jackson Games
Cuando GDW cerró en 1995, Wiseman estuvo desempleado por un corto tiempo y luego trabajó en una sucesión de trabajos a tiempo parcial,  antes de que le ofrecieran un trabajo en Steve Jackson Games como Director de Arte y Editor de la Línea Traveller .  Steve Jackson contrató a Wiseman para producir la línea GURPS Traveller (1998).   : 111 Escribió GURPS Traveller y varios productos complementarios, incluidos GURPS Traveller Nobles y The Interstellar Wars . 

## Premios y reconocimientos
Wiseman fue reconocido por su excelencia y experiencia con el Premio HG Wells por Twilight: 2000 Going Home (1986), y el Premio HG Wells durante tres años consecutivos por el Journal of the Travellers Aid Society (1979-1980-1981). En 2003, Wiseman fue el invitado de honor en la 26ª convención de ciencia ficción CoastCon . En 2004, Loren recibió quizás el más alto de los honores dentro de la comunidad de juegos: fue incluido en el Salón de la Fama de los Juegos de Aventura, y el recuento anterior de sus créditos da una idea de la razón. Fue honrado como un "famoso diseñador de juegos" al aparecer como el rey de tréboles en la baraja de cartas Famous Game Designers Playing Card Deck de Flying Buffalo de 2010. 

## Fallecimiento
Los informes en Facebook y en Steve Jackson Games informan que Loren Wiseman murió de un ataque cardíaco el 14 de febrero de 2017.  
Su legado sigue vivo en los juegos que ayudó a crear y en la influencia que tuvo en la industria del rol y la ciencia ficción en el ámbito lúdico.

### Obra póstuma
Loren había escrito "La ciudad de Ascalon" para su publicación como parte del juego de rol Dangerous Journeys, pero el trabajo se detuvo debido al acuerdo que GDW hizo con TSR. Dado que Loren conservó los derechos de Ascalon, aún podría publicarse como un suplemento de juego de rol genérico independiente. Vendió los derechos a Donald Eccles, quien luego formó FGG Games, LLC en 2023 para publicar Ascalon y otras obras. Ascalon finalmente se publicó el 10 de julio de 2023, seis años después de la muerte de Loren. 